# Partido judicial de Fraga
El Partido Judicial de Fraga, , es el partido judicial n.º 3 de la provincia de Huesca en la comunidad autónoma de Aragón.
El ámbito territorial, que viene regulado por el Real Decreto 529/1983, de 9 de marzo, comprende los municipios:
Albalate de Cinca, Alcolea de Cinca, Ballobar, Belver de Cinca, Candasnos, Chalamera, Esplús, Fraga, Ontiñena, Osso de Cinca, Peñalba, Torrente de Cinca, Valfarta, Velilla de Cinca, Vencillón y Zaidín